# Engelbert van Altena-Isenberg
Engelbert van Altena-Isenberg (1198 - 1250), bekend als Engelbert III bisschop van Osnabrück, regeerde tijdens twee perioden, de eerste van 1224 tot 1226 en de tweede van 1237 tot 1250.

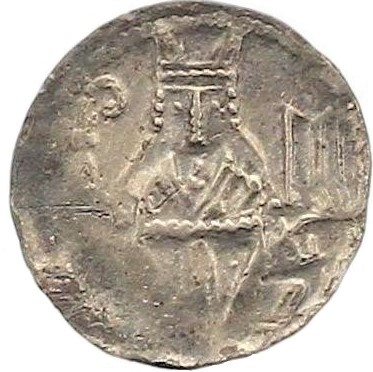
Engelbert I bisschop van Osnabrück 1238 1250. Muntslag

## Levensloop
Engelbert was de derde zoon van graaf Arnold van Altena uit diens huwelijk met Mathilde van Kleef, dochter van graaf Diederik III(IV) van Kleef en Adelheid van Sülzbach. 
Net als vier andere broers Diederick, Philip, Bruno en Gottfried, was Engelbert bestemd voor een kerkelijke functie. In 1224 volgde hij bisschop Adolf van Tecklenburg op in het bisdom Osnabrück. Tijdens de eerste periode (1224 - 1226) als bisschop verkreeg Engelbert op 3 september 1225 van de Duitse koning Hendrik VII (rooms-koning), soevereiniteit voor Osnabrück, Iburg, Melle, Dissen, Ankum, Bramsche, Damme en Wiedenbrűck. Dat was het begin van de ontwikkeling van het hoogsticht Osnabrück, basis van het prinsbisdom Osnabrück. Als bisschoppelijk muntheer liet hij in Wiedenbrűck munten slaan. Zijn soeverein bestuur werd bijna 3 maand later abrupt afgebroken. Broer graaf Frederik van Altena-Isenberg was op 27 november 1225 in Gevelsberg betrokken bij de dood van hun oom Engelbert II van Berg, aartsbisschop van het keurvorstendom Keulen.

#### Boete tocht naar Rome
Samen met broer Diederik van Altena-Isenberg, bisschop van Münster, vertrok Engelbert op 1 januari 1226 vergezeld door de bisschop van het prinsbisdom Minden, prelaten en drie abten op weg naar Luik. Hier werd op 2 februari 1226 een rechtszaak gehouden, waar beide broers, Diederick en Engelbert zich moesten verweren tegen de beschuldiging van medeplichtigheid. Na een tumult werd de zaak doorverwezen naar de paus. Beide vertrokken op 23 februari 1226 op weg naar Rome. Op 30 april 1226, terwijl ze nog op terugreis waren, was in Keulen al bekend dat de paus hun ontheffing als bisschop had bekrachtigd. Diederick overleed onderweg op de terug reis. Engelbert keerde in de zomer behouden terug. Na de terechtstelling van broer Frederik bleef Engelbert de belangrijkste pleitbezorger voor zijn jonge neven, de achter gebleven zonen van broer Frederik, die door hun oom hertog Hendrik IV van Limburg op zijn burcht aan de Vesder, werden opgevoed. 

#### Rehabilitatie
Engelbert werd gerehabiliteerd en in 1239 voor de tweede keer bisschop van Osnabrück. Tijdens die periode bouwde hij in 1246 de burcht Reckenberg ten zuidoosten van Osnabrűck. Daar verbond hij een leenkamer aan. De militaire bevelhebber voor de stad en de burcht werd de drost die leiding gaf aan 10 vazallen waaruit een ridderstand van leenmannen ontstond. Gewapende hand moesten die bijstand verlenen wanneer er vijandelijkheden dreigden. 
Engelbert komt dat jaar ook voor met zijn andere broers als getuigen in de oorkonde van 17 juli 1242 van de leenovergang van de burcht Limburg aan de Lenne. Enkele jaren voor zijn dood trad Engelbert als raadsman op bij het vredes verdrag van zijn neef Diederik met graaf van Mark. In de stichtingsoorkonde van 1 mei 1243 van de burcht Limburg komt hij als eerst en hertog Hendrik van Limburg als tweede oorkonde opstellers voor. Zijn broer Bruno volgt hem op als bisschop 